# Days May Come and Days May Go
Albums de Deep Purple
The Very Best of Deep Purple
(2000) Listen, Learn, Read On
(2002)
Days May Come and Days May Go est une compilation de Deep Purple qui reprend les premiers enregistrements en studio de la Mark IV du groupe, avec Tommy Bolin à la guitare, réalisés en juin 1975 en Californie. Outre de nombreuses jam sessions, on y voit également apparaître les premières versions des chansons du futur album Come Taste the Band, paru en octobre 1975.
La version originale de Days May Come and Days May Go (PUR 303), sortie en 2000, ne comprenait qu'un seul CD. La même année, le label Purple Records a sorti un album bonus uniquement commandable par courrier, intitulé 1420 Beachwood Drive: The California Rehearsals Pt 2 (PUR 201), contenant cinq titres supplémentaires issus des mêmes sessions. Days May Come and Days May Go a été réédité par Purple en 2008 sous la forme d'un double album (PUR 353) dont le deuxième disque reprend le contenu de 1420 Beachwood Drive.

## Titres

### Disque 1
1. Owed to "G" (Bolin) – 3:31
2. If You Love Me Woman (Bolin, Coverdale) – 10:06
3. The Orange Juice Song (Coverdale, Lord) – 3:33
4. I Got Nothing for You (Bolin, Coverdale, Hughes, Lord) – 12:52
5. Statesboro Blues (Blind Willie McTell) – 5:55
6. Dance to the Rock & Roll (Bolin, Coverdale, Hughes, Lord, Paice) – 11:01
7. Drifter (Rehearsal Sequence) (Bolin, Coverdale) – 4:02
8. Drifter (Version 1) (Bolin, Coverdale) – 4:02
9. The Last of the Long Jams (Bolin, Coverdale, Hughes, Lord, Paice) – 9:04
10. Untitled Song (I Got You Babe de Sonny Bono) – 1:05

### Disque 2
1. Drifter (Version 2) (Bolin, Coverdale) – 3:40
2. Sail Away Riff (Blackmore, Coverdale) – 2:50
3. You Keep on Moving (Take 1) (Coverdale, Hughes) – 8:18
4. Pirate Blues (Bolin, Coverdale, Hughes, Lord, Paice) – 6:45
5. Say You Love Me (Coverdale) – 7:25

## Musiciens
- Tommy Bolin : guitare
- David Coverdale : chant
- Glenn Hughes : basse, chant
- Jon Lord : piano, orgue Hammond
- Ian Paice : batterie, percussions